# Ecnomus digitulus
Ecnomus digitulus là một loài Trichoptera trong họ Ecnomidae. Chúng phân bố ở miền Australasia.